# 대한민국 철도청 6200호대 디젤 기관차
철도청 6200호대 디젤 기관차는 철도청에서 운용하던 디젤 전기 기관차이다. 특수임무용으로 여과기 송풍전동기(FBL)가 설치되어 공기여과 방식이 많이 개선된 모델이며 현재는 모두 퇴역하였으나 보존 중인 차량을 제외하고 대부분 폐차되었다.

## 역사
EMD SD38의 여객용 형식인 SDP38로써, 1967년 7월에 6200호대의 번호로 17량, 6350호대의 번호로 23량 도입되었다. 6200호대는 주로 화물 운송을 담당했고, 6350호대는 주로 여객 운송을 담당했던 것으로 알려졌다. 1986년에 기존의 7000호대 디젤 기관차가 6300호대 디젤 기관차로 차량 번호가 바뀌면서, 혼동을 없애기 위해 6350호대 디젤 기관차는 번호가 6200호대 기관차로 모두 바뀌었다.

## 현황
총 40량이 1967년 7월에 미국 국제개발처 자금으로 도입되었다. 이 가운데 8량이 국가철도공단에 인수되었다.
| 차호   | 시리얼 | 도입 시기  | 운행 중단 시기 | 비고 |
| ------ | ------ | ---------- | -------------- | --- |
| 6201호 | 32914  | 1967년 7월 | 1998년         | 부산철도차량정비단에서 보존을 목적으로 유치 중이었으나, 계획이 백지화되어 2008년 고철 매각되었다. |
| 6202호 | 32915  | 1967년 7월 | 1998년         | |
| 6203호 | 32916  | 1967년 7월 | 1998년         | 1979년 재생. |
| 6204호 | 32917  | 1967년 7월 | 1997년         | 퇴역 직후 김천철도차량사무소에서 분해된 뒤 직지사역에 운전대 일부만 남아있다. |
| 6205호 | 32918  | 1967년 7월 | 1996년         | |
| 6206호 | 32919  | 1967년 7월 | 1998년         | 경부고속철도 건설을 위해 한국고속철도건설공단에서 인수하였다가 2012년 고철 매각되었다. |
| 6207호 | 32920  | 1967년 7월 | 1998년         | 경부고속철도 건설을 위해 한국고속철도건설공단에서 인수하였다가 2008년 고철 매각되었다. |
| 6208호 | 32921  | 1967년 7월 | 1997년         | |
| 6209호 | 32922  | 1967년 7월 | 1998년         | |
| 6210호 | 32923  | 1967년 7월 | 1995년         | |
| 6211호 | 32924  | 1967년 7월 | 1998년         | 경부고속철도 건설을 위해 한국고속철도건설공단에서 인수하였다가 2008년 고철 매각되었다. |
| 6212호 | 32925  | 1967년 7월 | 1998년         | 경부고속철도 건설을 위해 한국고속철도건설공단에서 인수하였다가 2008년 고철 매각되었다. |
| 6213호 | 32926  | 1967년 7월 | 1996년         | |
| 6214호 | 32927  | 1967년 7월 | 1996년         | 6200호대 디젤 기관차 중에서 유일하게 초록색과 노란색이 섞인 도색이 적용되었으며, 대전철도차량정비단에 유치되어 있다가 2004년 전후로 고철 매각되었다.                                                                       |
| 6215호 | 32928  | 1967년 7월 | 1997년         | |
| 6216호 | 32929  | 1967년 7월 | 1998년         | 경부고속철도 건설을 위해 한국고속철도건설공단에서 인수하였다가 2008년 고철 매각되었다. |
| 6217호 | 32930  | 1967년 7월 | 1995년         | |
| 6218호 | 32931  | 1967년 7월 | 1998년         | 도입 당시 차번은 6351호. 경부고속철도 건설을 위해 한국고속철도건설공단에서 인수하였다가 2008년 고철 매각되었다. |
| 6219호 | 32932  | 1967년 7월 | 1998년         | 도입 당시 차번은 6352호. |
| 6220호 | 32933  | 1967년 7월 | 1996년         | 도입 당시 차번은 6353호. 원형 매각되어 경상남도 청도군 용암 온천에 있었으나, 관리가 어려워 고철 매각되었다. |
| 6221호 | 32934  | 1967년 7월 | 1993년         | 도입 당시 차번은 6354호. |
| 6222호 | 32935  | 1967년 7월 | 1996년         | 도입 당시 차번은 6355호. |
| 6223호 | 32936  | 1967년 7월 | 1997년         | 도입 당시 차번은 6356호. |
| 6224호 | 32937  | 1967년 7월 | 1998년         | 도입 당시 차번은 6357호. |
| 6225호 | 32938  | 1967년 7월 | 1996년         | 도입 당시 차번은 6358호. |
| 6226호 | 32939  | 1967년 7월 | 1996년         | 도입 당시 차번은 6359호. |
| 6227호 | 32940  | 1967년 7월 | 1996년         | 도입 당시 차번은 6360호. |
| 6228호 | 32941  | 1967년 7월 | 1998년         | 도입 당시 차번은 6361호. |
| 6229호 | 32942  | 1967년 7월 | 1994년         | 도입 당시 차번은 6362호. |
| 6230호 | 32943  | 1967년 7월 | 1997년         | 도입 당시 차번은 6363호. 경부고속철도 건설을 위해 한국고속철도건설공단에서 인수하였다가 2012년 4월 코레일에서 재인수하였다. 대전철도차량정비단 야외 전시장에서 보존되고 있으며, 한국철도공사 선정 철도기념물로 지정되었다. |
| 6231호 | 32944  | 1967년 7월 | 1997년         | 도입 당시 차번은 6364호. |
| 6232호 | 32945  | 1967년 7월 | 1997년         | 도입 당시 차번은 6365호. 1979년 재생. |
| 6233호 | 32946  | 1967년 7월 | 1997년         | 도입 당시 차번은 6366호. |
| 6234호 | 32947  | 1967년 7월 | 1998년         | 도입 당시 차번은 6367호. |
| 6235호 | 32948  | 1967년 7월 | 1997년         | 도입 당시 차번은 6368호. |
| 6236호 | 32949  | 1967년 7월 | 1996년         | 도입 당시 차번은 6369호. |
| 6237호 | 32950  | 1967년 7월 | 1994년         | 도입 당시 차번은 6370호. |
| 6238호 | 32951  | 1967년 7월 | 1995년         | 도입 당시 차번은 6371호. |
| 6239호 | 32952  | 1967년 7월 | 1993년         | 도입 당시 차번은 6372호. |
| 6240호 | 32953  | 1967년 7월 | 1998년         | 도입 당시 차번은 6373호. 경부고속철도 건설을 위해 한국고속철도건설공단에서 인수하였다가 2012년 고철 매각되었다. |